# Rivera Domínguez 2da. Fracción
Rivera Domínguez 2da. Fracción är en ort i Mexiko.   Den ligger i kommunen Simojovel och delstaten Chiapas, i den sydöstra delen av landet, 700 km öster om huvudstaden Mexico City. Rivera Domínguez 2da. Fracción ligger 753 meter över havet och antalet invånare är 188.
Terrängen runt Rivera Domínguez 2da. Fracción är kuperad åt sydost, men åt nordväst är den bergig. Runt Rivera Domínguez 2da. Fracción är det ganska tätbefolkat, med 104 invånare per kvadratkilometer. Närmaste större samhälle är Simojovel de Allende, 5,8 km sydost om Rivera Domínguez 2da. Fracción. Omgivningarna runt Rivera Domínguez 2da. Fracción är en mosaik av jordbruksmark och naturlig växtlighet.